# 21e corps d'armée (Allemagne)
Pour les articles homonymes, voir 21e corps d'armée.
Le 21e corps d'armée (en allemand : XXI. Armeekorps z.b.V.) était un corps d'armée de l'armée de terre allemande, la Heer, au sein de la Wehrmacht pendant la Seconde Guerre mondiale.

## Hiérarchie des unités
| Nom          | Nbre d'hommes       | Unités subalternes                | Grade de commandement                 |
| ------------ | ------------------- | --------------------------------- | ------------------------------------- |
| Heeresgruppe | + 300 000           | 2 à + Armeen (Armées)             | Generaloberst ou Generalfeldmarschall |
| Armee        | + 100 000 - 300 000 | 2 à + Armeekorps (Corps d'armées) | General ou Generaloberst              |
| Armeekorps   | + 30 000 - 80 000   | 2 à + Divisionen (Division)       | Generalleutnant ou General            |
| Division     | + 10 000 – 20 000   | 2 à 6 Brigaden (Brigade)          | Generalmajor ou Generalleutnant       |
| Brigade      | + 3 000 – 5 000     | jusqu'à 3 Regimentern (Régiment)  | Oberst ou Generalmajor                |

## Historique
Le Generalkommando XXI. Armeekorps a été créé le 10 août 1939 dans le Wehrkreis I

Il est mis à niveau pour former l'Armeegruppe XXI le 1er mars 1940 directement sous les ordres de l'OKW.

## Organisation

### Commandants successifs
| Date                         | Grade         | Commandant               |
| ---------------------------- | ------------- | ------------------------ |
| 10 août 1939 - 1er mars 1940 | Generaloberst | Nikolaus von Falkenhorst |

### Chef des Generalstabes
| Date                         | Grade       | Commandant         |
| ---------------------------- | ----------- | ------------------ |
| 10 août 1939 - 1er mars 1940 | Oberst i.G. | Erich Buschenhagen |

### 1. Generalstabsoffizier (Ia)
| Date                          | Grade               | Commandant            |
| ----------------------------- | ------------------- | --------------------- |
| 24 août 1939 - 5 février 1940 | Oberstleutnant i.G. | Eberhard von Kurowski |

## Théâtres d'opérations
- Pologne : Septembre 1939 - Janvier 1940
- Allemagne : Janvier 1940 - Mars 1940

## Ordre de batailles

### Rattachement d'Armées
| Date      | Armée     | Groupe d'Armées   |
| --------- | --------- | ----------------- |
| 1939      |           |                   |
| Septembre | 3. Armee  | Heeresgruppe Nord |
| 1940      |           |                   |
| Janvier   | 16. Armee | Heeresgruppe A    |

### Unités subordonnées

#### Unités organiques
- Korps-Nachrichten-Abteilung 463
- Korps-Nachschubtruppen 463

#### Unités rattachés
1er septembre 1939
- 21. Infanterie-Division
- 228. Infanterie-Division
- Grenzschutz-Abschnitts-Kommando 11